# Helius (Helius) rectispinus
Helius (Helius) rectispinus is een tweevleugelige uit de familie steltmuggen (Limoniidae). De soort komt voor in het Neotropisch gebied.